# Japansk kryptomeria
Japansk kryptomeria eller japangran (Cryptomeria japonica) eller på japansk sugi (杉), er et stort, stedsegrønt nåletræ med en slank og kegleagtig vækstform. Arten er den eneste i sin slægt. Veddet er højt værdsat i Japan, hvor det bruges som bygningstømmer og til møbler. Kryptomeria kan skades i hårde vintre.

## Beskrivelse
Grenene kan blive nedhængende med opadbøjede spidser. Barken er først grøn og dækket af kloagtige nåle. Derefter bliver den grå med døde, brune nåle, og til sidst er den grå og opsprækkende i smalle strimler. Rigtigt gammel bark består af smalle strimler af den rustbrune underbark.
Knopperne er ikke særligt tydelige, for de ligner småbitte skud. Nålene er ret stive, krumme og kloagtige. Fra hver nål løber en køl ned langs skuddet. Farven er gulgrøn på alle sider. Hunblomsterne er først hængende rosetter fra skudspidserne. Senere retter de sig op og bliver til kuglerunde kogler. Frøene bestøves som regel ikke her i landet, da den kræver fremmed bestøvning.
Rodnettet består af nogle kraftige, dybtgående hovedrødder og talrige, højtliggende siderødder.
Højde x bredde og årlig tilvækst: 15 × 6 m (25 × 10 cm/år). Målene kan anvendes ved udplantning.

## Hjemsted
Japansk kryptomeria gror i de fugtige bjergskove i Japan og Kina, hvor nedbørsmængden ligger på 3-4000 mm om året, og hvor vintrene er snerige og somrene er regnfulde og varme.
På den nordvestlige side af de stejle toppe, som dannes af den centrale, japanske bjergkæde, og i det nordlige Honshū findes nåleskove, som rummer denne art sammen med bl.a. Betula schmidtii (en art af birk), dværgkristtorn, haveløn, hønsebenstræ, japansk hemlock, japansk røn, japansk thuja, japansk troldnød, penselfyr, Quercus crispula (en art af eg), Rhododendron metternichii og Sol-Cypres
På øen Yakushima findes en oprindelig skov med over tusindårige kryptomerier, der er op til 70 m høje. De gamle eksemplarer – over 1.000 år gamle - kaldes Yakusugi, og dem er der mange af. Det ældste af dem, Jomon Sugi (5,2 m i diameter), anses for at være 2-3.000 år gammelt.

## Sorter
Der findes en del sorter:
- Kryptomeria 'compacta' (Cryptomeria japonica 'Compacta')
- Kryptomeria 'elegans' (Cryptomeria japonica 'Elegans'), Pragt-Kryptomeria, er den mest almindelige sort.
- Kryptomeria 'elegans viridis' (Cryptomeria japonica 'Elegans Viridis')
- Kryptomeria 'globosa nana' (Cryptomeria japonica 'Globosa Nana')
- Kryptomeria 'jindaisugi' (Cryptomeria japonica 'Jindai-sugi')
- Kryptomeria 'monstrosa nana' (Cryptomeria japonica 'Monstrosa Nana')
- Kryptomeria 'rasensugi' (Cryptomeria japonica 'Rasen-sugi')
- Kryptomeria 'vilmoriniana' (Cryptomeria japonica 'Vilmoriniana')
- Kryptomeria 'vilmoriniana gold' (Cryptomeria japonica 'Vilmoriniana Gold')

## Anvendelse
Træet plantes på forsøgsbasis i flere danske skovdistrikter, og de afhøstede kviste sælges som pyntegrønt under navnet: Japangran.
Veddet er højt værdsat i Japan, hvor det bruges som bygningstømmer og til møbler.
| Portal | Portal:Botanik |

## Note
1. ↑  F.A. Anderson: Ecosystems of the World. Coniferous Forests, 2005, ISBN 978-0-444-81627-6, se bogen som Google book (engelsk)
2. ↑   Gatis Pāvils: Jōmon Sugi - meget engageret beretning om denne skov (engelsk)